# Phú
Phú (chữ Nho: 賦) là một thể văn chương cổ của Trung Quốc và Việt Nam, xuất phát từ Trung Quốc. Đây là một thể văn vần có từ thời nhà Hán nhưng thể phú thông dụng nhất tại Việt Nam là loại đặt ra từ đời nhà Đường, nên còn gọi là Đường phú. Những thể khác ít dùng là:
1. phú tứ tự: phú bốn chữ, dùng câu chỉ có bốn chữ
2. phú thất tự: phú bảy chữ, dùng câu chỉ có bảy chữ
3. phú Sở từ: câu phú có năm, sáu chữ; cuối câu thì đệm chữ "hề"
4. phú lưu thủy: phú không hạn chế số chữ, gần như văn xuôi.

Phú theo nghĩa đen chủ yếu là thể văn tả cảnh. Nhưng từ cái ý chính tả ngoại cảnh, một bài phú thường liên kết với nội tâm để tả tình.

## Thể thức Đường phú
Bài phú có hai yếu tố chính là có vần và có đối. Một câu chia làm hai vế phải đối nhau. Chữ cuối câu, tức cuối vế thứ nhì thì gieo vần. Ví dụ như trong bài "Phú hỏng thi" của Trần Tế Xương:
Quyển đệ tam viết đã xong rồi 
bảng đệ tứ chưa ra còn ngóng
Thầy chắc hẳn văn chương có mực, lễ thánh xem giò
cô mừng thầm mũ áo đến tay, gặp người nói mộng
Cách sắp xếp bài phú có năm đoạn, có tên là:
1. lung: mở đầu bài
2. biện nguyên: tìm lại cái gốc của đề tài
3. thích thực: tả ý nghĩa
4. phu diễn: tán rộng ý
5. nghị luận: tổng kết.

### Luật vần
Đường phú có thể áp dụng một trong ba luật vần:
1. độc vận: dùng chỉ một vần, gieo từ đầu đến cuối bài cho mọi câu của cả năm đoạn: lung, biện nguyên, thích thực, phu diễn và nghị luận.
2. hạn vận: mỗi đoạn của bài phú dùng một vần riêng. Như đoạn lung thì mọi câu gieo cùng vần, sang đoạn biện nguyên thì mọi câu lại gieo vần khác...
3. phóng vận: vần có thể thay đổi, không cần ăn khớp với mỗi đoạn của bài phú.

### Phép đặt câu
Số câu trong bài phú không nhất định, muốn đặt bao nhiêu cũng được. Câu đầu mỗi đoạn thường dùng câu bốn chữ, gọi là tứ tự. Nếu xếp mấy câu bốn chữ liền nhau thì có thể gieo cùng một vần, gọi là vần liên châu.
Sau câu tứ tự thì đến thân đoạn. Số chữ mỗi câu có mấy loại, căn cứ trên cách ngắt câu. 
1. song quan: mỗi vế dưới 10 chữ, không ngắt
2. cách cú: mỗi vế ngắt làm hai đoạn, một ngắn, một dài
3. gối hạc hay hạc tất: mỗi vế ngắt làm ba đoạn.

## Theo quốc gia

### Việt Nam

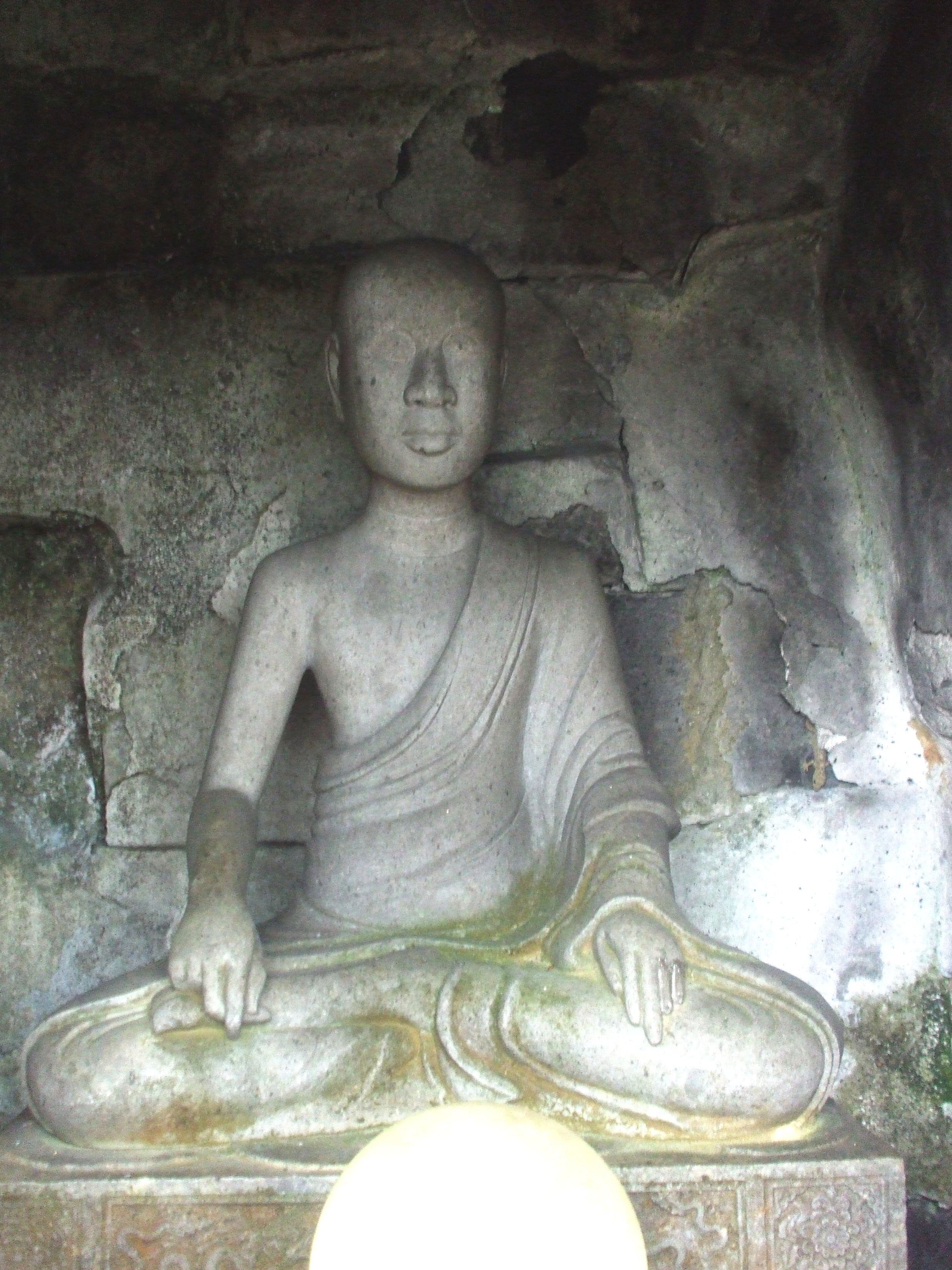
Tổ thiền Trúc Lâm, vua Trần Nhân Tông, tác giả của một số bài phú bằng chữ Nôm xưa nhất trong văn chương Việt Nam

Thể phú được các vua chúa Việt Nam dùng trong khoa cử. Trong kỳ thi Hương và thi Hội thì bài phú là một phần của kỳ ba (tam trường). Văn chương tiếng Việt còn lưu lại những bài phú nổi tiếng như bài "Cư trần lạc đạo phú" (居塵樂道賦) và "Đắc thú lâm tuyền thành đạo ca" (得趣林泉成道歌) của vua Trần Nhân Tông, soạn bằng chữ Nôm Thế kỷ 19 thì còn truyền lại bài "Tụng Tây Hồ phú" của Nguyễn Huy Lượng. Phú chữ Hán thì có bài "Ngọc tỉnh liên phú" của Mạc Đĩnh Chi và "Bạch Đằng Giang phú" của Trương Hán Siêu. Ngoài ra văn chương Việt Nam còn dùng thể Đường phú để làm văn tế.